# Liste der Biografien/Seo
Liste der Biografien |
Portal Biografien |
Personensuche
# |
A |
B |
C |
D |
E |
F |
G |
H |
I |
J |
K |
L |
M |
N |
O |
P |
Q |
R |
S |
T |
U |
V |
W |
X |
Y |
Z |
?
 
Sa |
Sb |
Sc |
Sd |
Se |
Sf |
Sg |
Sh |
Si |
Sj |
Sk |
Sl |
Sm |
Sn |
So |
Sp |
Sq |
Sr |
Ss |
St |
Su |
Sv |
Sw |
Sy |
Sz
 
Sea |
Seb |
Sec |
Sed |
See |
Sef |
Seg |
Seh |
Sei |
Sej |
Sek |
Sel |
Sem |
Sen |
Seo |
Sep |
Seq |
Ser |
Ses |
Set |
Seu |
Sev |
Sew |
Sex |
Sey |
Sez
Die Liste der Biografien führt alle Personen auf, die in der deutschsprachigen Wikipedia einen Artikel haben. Dieses ist eine Teilliste mit 67 Einträgen von Personen, deren Namen mit den Buchstaben „Seo“ beginnt.

## Seo
- Seo (* 1977), südkoreanische Malerin
- Seo Su-yeon (* 1986), südkoreanische Behindertensportlerin im Tischtennis
- Seo Yeong-jun (* 1995), südkoreanischer Eishockeyspieler
- Seo, Chae-hyun (* 2003), südkoreanische SportkletterinSeo Chae-hyun (* 2003)

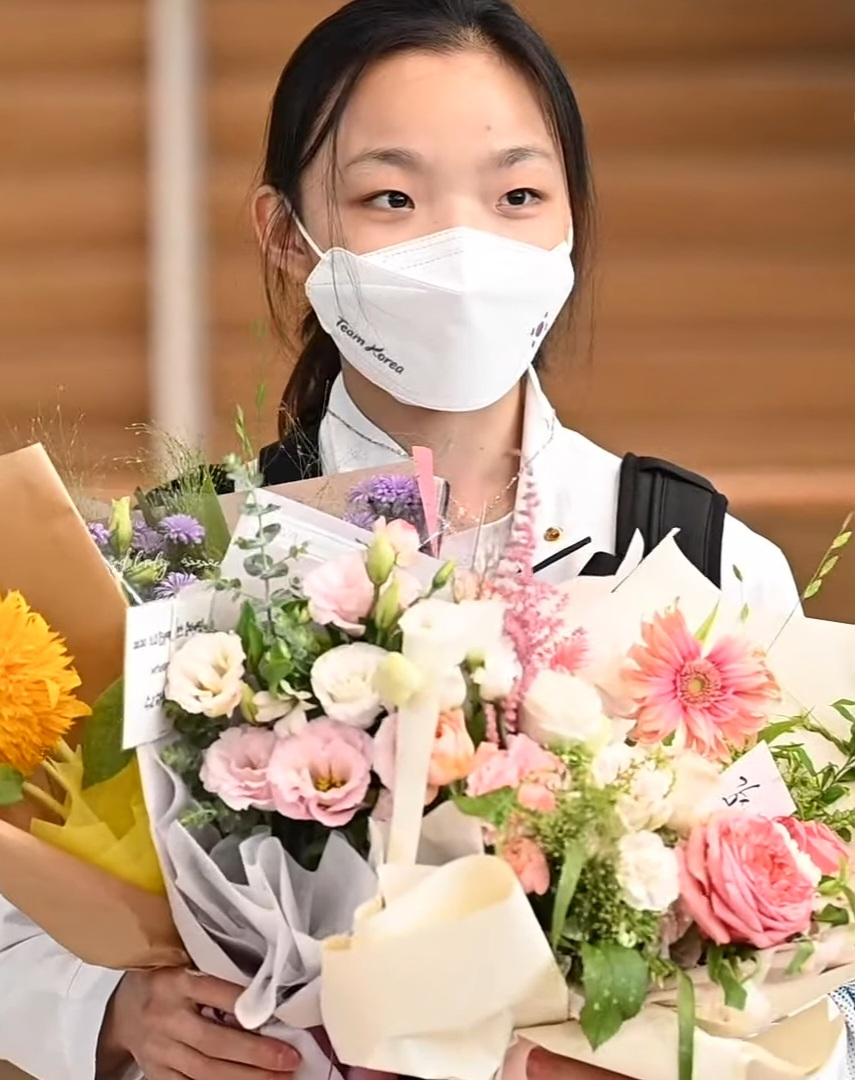
Seo Chae-hyun (* 2003)

- Seo, Chang-wan (* 1997), südkoreanischer Pentathlet
- Seo, Danny (* 1977), US-amerikanischer Umweltaktivist
- Seo, Dong-hyeon (* 1985), südkoreanischer Fußballspieler
- Seo, Dong-jin (* 1975), südkoreanischer Fußballschiedsrichter
- Seo, Dong-myung (* 1974), südkoreanischer Fußballtorhüter
- Seo, Eriko (* 1979), japanische Eisschnellläuferin
- Seo, Eun-su (* 1994), südkoreanische Schauspielerin
- Seo, Hae-an (* 1985), südkoreanische Speerwerferin
- Seo, Hajin (* 1960), südkoreanische Schriftstellerin
- Seo, Hideki (1974–2024), japanisch-französischer Modedesigner und Künstler
- Seo, Ho-jin (* 1983), südkoreanischer Shorttracker
- Seo, Hyang-soon (* 1967), südkoreanische Bogenschützin
- Seo, Hyun-deok (* 1991), südkoreanischer Tischtennisspieler
- Seo, In-guk (* 1987), südkoreanischer Sänger und SchauspielerSeo In-guk (* 1987)

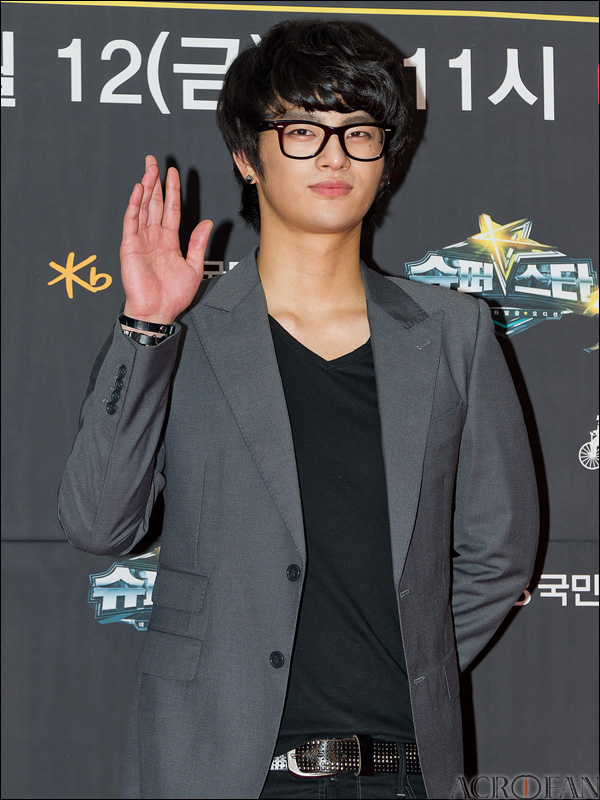
Seo In-guk (* 1987)

- Seo, Jee-won (* 1994), südkoreanische Freestyle-Skisportlerin
- Seo, Jeong-in (1936–2025), südkoreanischer Schriftsteller
- Seo, Ji-hye (* 1984), südkoreanische Schauspielerin
- Seo, Ji-yeon (* 1993), südkoreanische Säbelfechterin
- Seo, Ji-youn (* 1995), südkoreanische Fußballspielerin
- Seo, Jong-ho (* 1980), südkoreanischer Hockeyspieler
- Seo, Jong-min (* 2002), südkoreanischer Fußballspieler
- Seo, Joon-yong (* 1988), südkoreanischer Bahn- und Straßenradrennfahrer
- Seo, Jung-hwa (* 1990), südkoreanische Freestyle-Skisportlerin
- Seo, Jung-hyup (* 1965), südkoreanischer Politiker
- Seo, Jung-won (* 1970), südkoreanischer Fußballspieler und -trainer
- Seo, Mi-ae (* 1965), südkoreanische Schriftstellerin
- Seo, Min-guk (* 2003), südkoreanischer Fußballspieler
- Seo, Min-jun (* 2004), südkoreanischer Sprinter
- Seo, Myung-joon (* 1992), südkoreanischer Freestyle-Skisportler
- Seo, Seung-jae (* 1997), südkoreanischer Badmintonspieler
- Seo, Taiji (* 1972), südkoreanischer Popmusiker
- Seo, Titus Sang-Bum (* 1961), südkoreanischer Geistlicher, römisch-katholischer Militärbischof von Korea
- Seo, Tomomi, japanische Fußballspielerin
- Seo, Whi-min (* 2002), südkoreanische Shorttrackerin
- Seo, Woo (* 1985), südkoreanische Schauspielerin
- Seo, Yea-ji (* 1990), südkoreanische Schauspielerin
- Seo, Yi-ra (* 1992), südkoreanischer Shorttracker
- Seo, Yoon-hee (* 1984), südkoreanische Badmintonspielerin
- Seo, Young-eun (* 1943), südkoreanischer Schriftsteller
- Seo, Young-hee (* 1980), südkoreanische Schauspielerin
- Seo, Young-jae (* 1995), südkoreanischer Fußballspieler
- Seo, Young-woo (* 1991), südkoreanischer Bobfahrer

### Seoa
- Seoane Corrales, Edgardo (1903–1978), peruanischer Agraringenieur, Diplomat und Politiker, Premierminister und Erster Vizepräsident
- Seoane, Arturo (1913–1987), uruguayischer Fußballspieler
- Seoane, Gerardo (* 1978), schweizerisch-spanischer Fussballspieler und -trainerGerardo Seoane (* 1978)

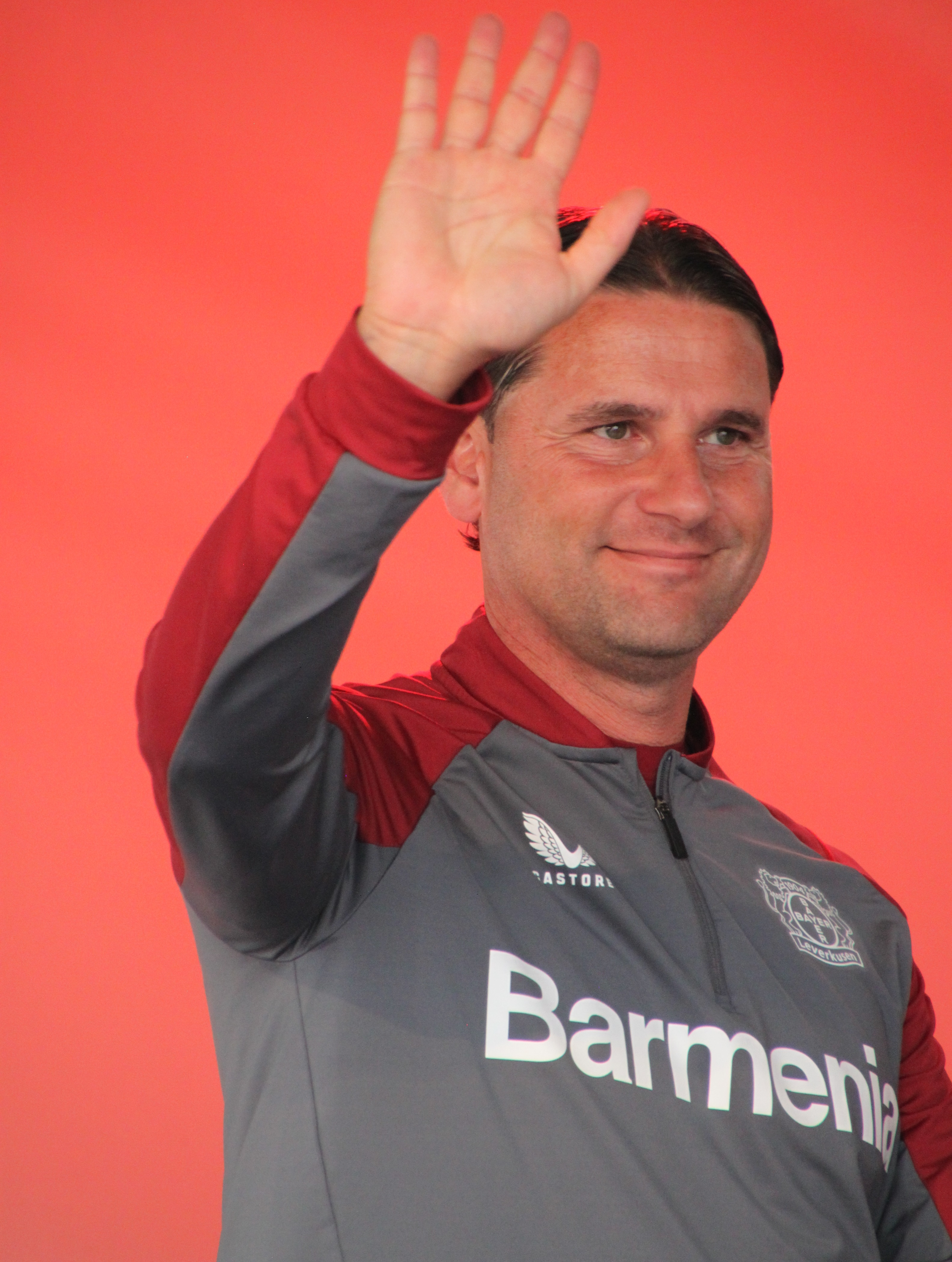
Gerardo Seoane (* 1978)

- Seoane, Mateo (1791–1870), spanischer Arzt, Politiker, Hispanist und Lexikograf

### Seoh
- Seohyun (* 1991), südkoreanische SängerinSeohyun (* 1991)

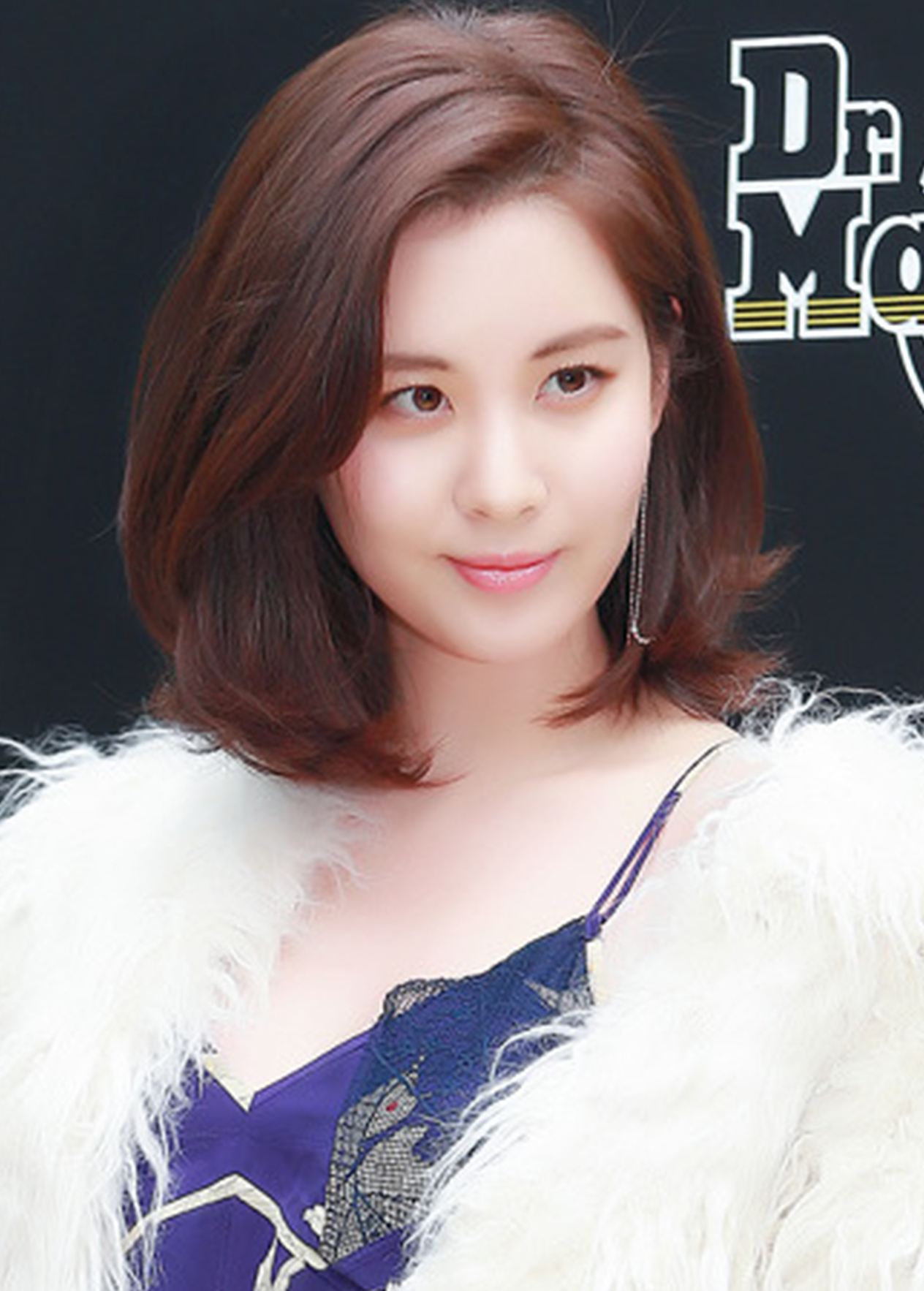
Seohyun (* 1991)

### Seok
- Seok, Ha-jung (* 1985), südkoreanische Tischtennisspielerin
- Seok, Mi-jung (* 1988), südkoreanische Hochspringerin

### Seol
- Seol, In-ah (* 1996), südkoreanische Schauspielerin
- Seol, Ki-hyeon (* 1979), südkoreanischer Fußballspieler
- Seol, Young-woo (* 1998), südkoreanischer Fußballspieler
- Seolhyun (* 1995), südkoreanische Sängerin und Schauspielerin

### Seon
- Seonbuchner, Anneliese (1929–2020), deutsche Leichtathletin und Olympiateilnehmerin
- Seondeok († 647), 27. Monarchin von Silla
- Seong, Se-hyeon (* 1991), südkoreanischer Curler
- Seong, Seung-min (* 2003), südkoreanische Pentathletin
- Seongjong (961–997), 6. König des Goryeo-Reiches und der Goryeo-Dynastie
- Seongjong (1457–1494), 9. König der Joseon-Dynastie in Korea
- Seonjo (1552–1608), 14. König der Joseon-Dynastie in Korea
- Seonjong (1049–1094), 13. König des Goryeo-Reiches und der Goryeo-Dynastie

### Seop
- Seoposenwe, Jermaine (* 1993), südafrikanische Fußballspielerin

### Seou
- Seoud, Amr Ibrahim Mostafa (* 1986), ägyptischer Sprinter